# Come Out Ye Black and Tans
Come Out Ye Black and Tans (lett. "venite fuori voi Black and Tans") è una ballata irlandese tradizionale, attribuita al cantautore Dominic Behan come tributo al padre Stephen, membro dell'originale Irish Republican Army.
La ballata, che canta della guerra d'indipendenza irlandese, ha acquisito notevole popolarità a partire dagli anni '60 facendo leva sul sentimento anti-britannico della società della moderna Repubblica d'Irlanda, di cui ampi strati  supportavano attivamente, nell'epoca della composizione del brano, la strategia para-terroristica dell'IRA, che mirava ad espellere la presenza inglese dall'intera isola. In particolare la canzone prende di mira i Black and Tans, una milizia paramilitare che al tempo del dominio inglese era famigerata per la sua condotta violenta e brutale; essi costituiscono in realtà una metafora per i veri bersagli della ballata, ovvero quei residenti di Dublino favorevoli alla presenza inglese.
Una delle versioni più note della ballata è quella del 1972 dei Wolfe Tones, tornata in auge negli ultimi anni soprattutto in ambito politico e calcistico.

## Contesto storico
Durante la prima guerra mondiale la lotta irlandese per l'indipendenza dal Regno Unito raggiunse il proprio picco, culminando nella rivolta di Pasqua del 1916. La brutale repressione che ne fece il governo di Londra rese ancora più feroci gli animi degli irlandesi, che costituirono l'organizzazione paramilitare nota come IRA. Approfittando della penuria di soldati inglesi in Irlanda causata dalla Grande Guerra, nel 1919 l'IRA diede avvio alla guerra d'indipendenza irlandese, che si protrasse fino al 1921.

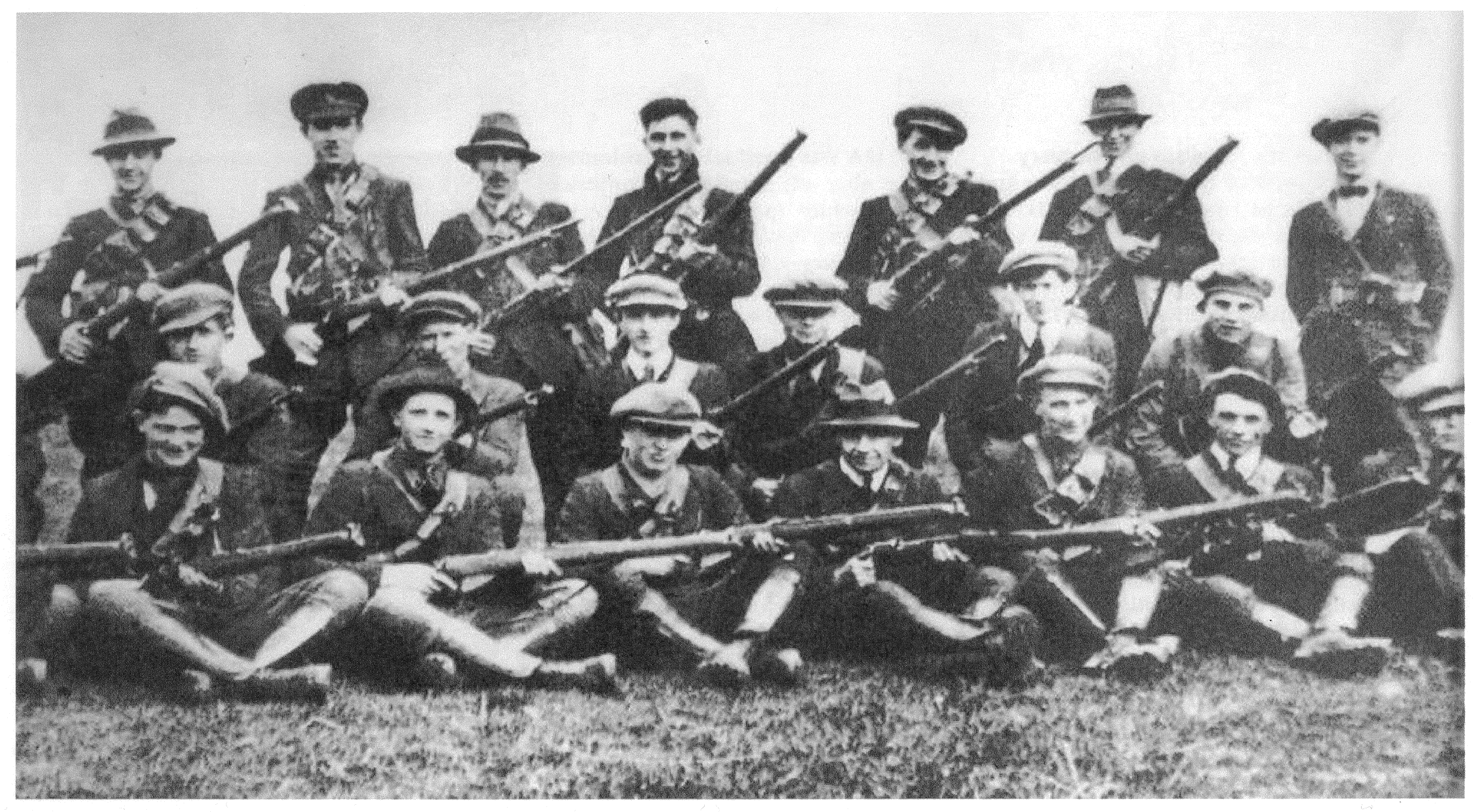
Una colonna armata dell'IRA durante la guerra d'indipendenza

Per assistere il Royal Irish Constabulary (RIC), la forza di polizia filo-britannica che faticava a contenere le azioni dei ribelli, nel 1920 Winston Churchill dispose il reclutamento di un nuovo corpo ausiliario, i Black and Tans, così chiamati per i colori delle proprie uniformi composite. Il nuovo corpo, costituito in prevalenza da veterani del conflitto mondiale, si dimostrò particolarmente brutale nella repressione, ad esempio saccheggiando nel settembre 1920 la città di Balbriggan, rimanendo impresso nella memoria collettiva irlandese come simbolo di collaborazionismo, e ancora oggi il loro nome è usato in senso dispregiativo per definire le forze di polizia. In realtà a fianco dei Black and Tans, delegati a compiti prettamente difensivi, erano presenti anche altri corpi, come gli Ausiliari del RIC e l'Ulster Special Constabulary, che erano effettivamente incaricati delle rappresaglie e che vengono loro spesso erroneamente associati.
Tuttavia, quando i Black and Tans cominciarono ad essere impiegati attorno alla metà del 1920, l'IRA controllava già buona parte delle campagne irlandesi, riducendo quindi la presenza inglese alle sole città, come appunto Dublino, dove il nuovo corpo si radicò maggiormente. Il governo inglese scelse di non intervenire direttamente, delegando la risoluzione della crisi ai soli RIC e Black and Tans, e ciò culminò nel 1921 nel definitivo ritiro dei britannici da buona parte dell'Irlanda (con l'eccezione della parte più settentrionale, dove la loro presenza era storicamente più forte).

## La canzone

### Il testo
(Ritornello)
Come Out Ye Black and Tans è cantata in prima persona dall'autore, che narra scherzosamente come suo padre, rincasando ubriaco in un quartiere lealista di Dublino, gridasse ai vicini sfidandoli ad affrontarlo. I destinatari dell'invettiva sono i proletari dublinesi, tendenzialmente unionisti filo-britannici e quindi nemici dei repubblicani irlandesi, come appunto la famiglia Behan; ciò si evince chiaramente dal ritornello, dove essi sono canzonati per aver prestato servizio nell'esercito britannico stanziato nelle Fiandre, sul fronte occidentale.
La canzone riferisce inoltre fatti realmente accaduti, come la fuga dei Black and Tans dalla cittadina di Killeshandra e dal resto della contea di Cavan nel 1922 dopo le minacce dell'IRA, schernendoli per la loro codardia. Nel testo viene messa in risalto la spietatezza della potenza inglese nel giustiziare i capi della rivolta di Pasqua e nell'ostracizzare il patriota Charles Stewart Parnell, come anche la rapacità nel prendere di mira popolazioni più deboli e arretrate come gli zulu e gli arabi (quindi, implicitamente, gli stessi irlandesi).

### Musica e paternità
Come spesso accade per le ballate tradizionali, la melodia su cui si basa la canzone non è originale, bensì ripresa e riadattata da composizioni più antiche, segnatamente la settecentesca Rosc Catha na Mumhan ("Canto di guerra del Munster") e la precedente The Boyne Water, che ironicamente celebrava la vittoria realista inglese alla battaglia del Boyne nel 1690.
Nonostante la ballata venga tradizionalmente ricondotta a Dominic Behan, dato l'ampio coinvolgimento della sua famiglia nel mondo culturale irlandese certe volte la si è attribuita direttamente a suo padre Stephen, membro dell'IRA e veterano della guerra d'indipendenza e della guerra civile irlandese. Come spesso accade con le ballate tradizionali l'esatta data di composizione è ignota, anche se è convenzionalmente posta all'inizio degli anni '60.

## Diffusione

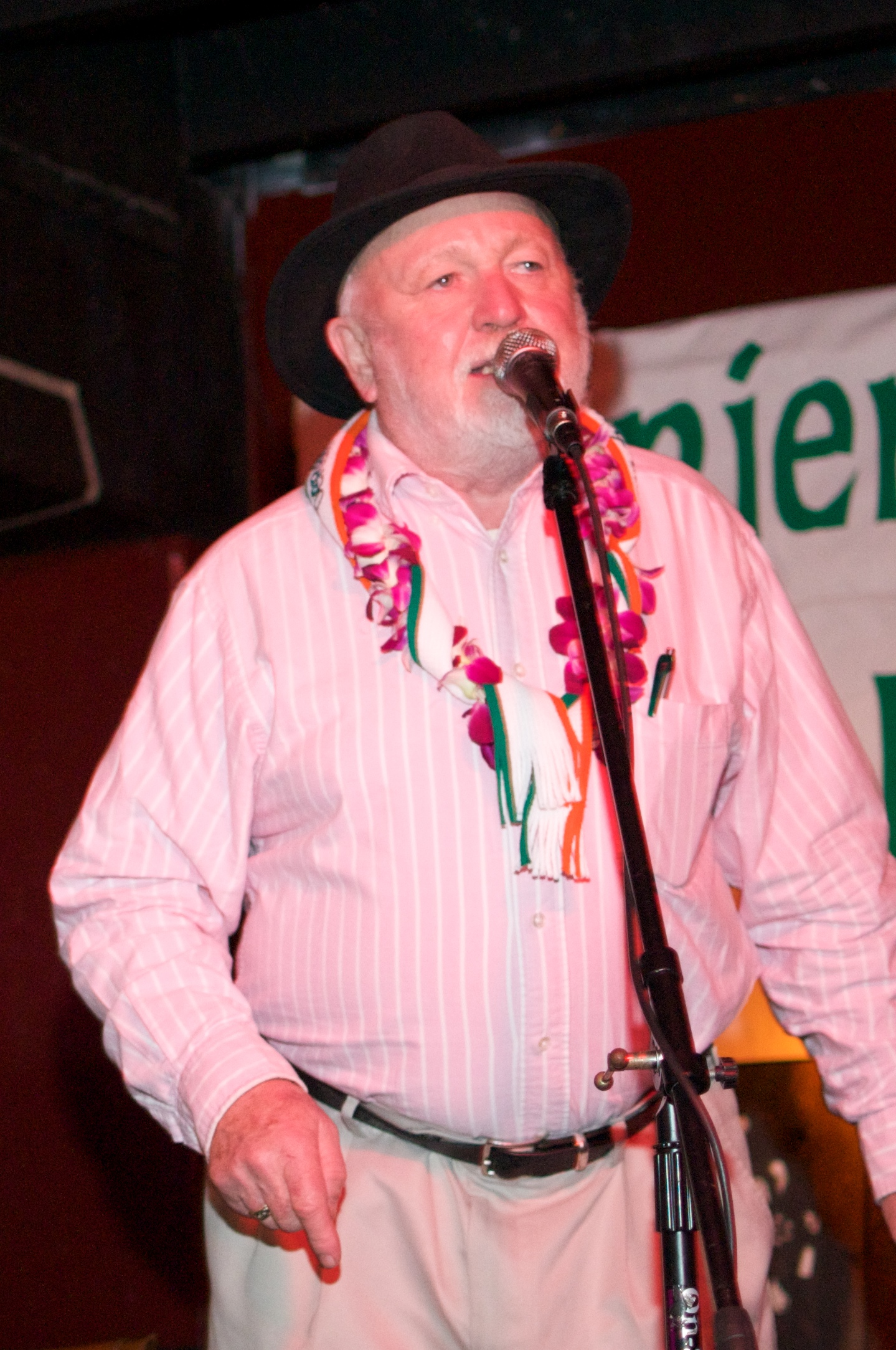
Derek Warfield, uno dei principali artisti ad interpretare la canzone sia con i Wolfe Tones che successivamente da solista

Nel corso dei decenni numerosi artisti hanno composto una loro versione della ballata. Una delle più famose è quella corale del gruppo tradizionale irlandese dei Wolfe Tones, uscita per la prima volta nel 1972 nel loro album Let the People Sing. Altra versione molto nota è quella di Derek Warfield, ex-membro dei Wolfe Tones che l'ha cantata da solista.
Per il suo messaggio anticolonialista Come Out Ye Black and Tans ha acquisito molta notorietà anche al di fuori dell'Irlanda: negli anni '80 ad esempio si diffuse nei paesi del Patto di Varsavia, soprattutto in Germania Est e Unione Sovietica. Ne esiste anche un riadattamento in tedesco, intitolato Es ziehen die Söhne los, che tuttavia parla del trauma causato dal ricordo della seconda guerra mondiale.
Nel XXI secolo la canzone è diventata popolare soprattutto in Scozia, dove in ambito calcistico è tuttora uno dei cori preferiti dei tifosi del Celtic, tendenzialmente indipendentisti e cattolici, che la intonano regolarmente contro gli avversari del Rangers, unionisti e protestanti. Nel 2020 la ballata raggiunse un nuovo picco di popolarità, paradossalmente proprio nel Regno Unito, dove grazie a un'interpretazione del comico Alan Partridge divenne il brano più ascoltato su iTunes l'8 gennaio di quell'anno. Nello stesso periodo il brano tornò molto sentito anche in Australia e in Irlanda, probabilmente come reazione popolare alla politica «troppo filo-britannica» del Taoiseach Leo Varadkar e a una controversa commemorazione del corpo del RIC, poi cancellata.

## Classifiche

### Classifiche settimanali

#### Versione dei Wolfe Tones
| Classifica (2020) | Posizione massima |
| ----------------- | ----------------- |
| Australia         | 19                |
| Irlanda           | 29                |
| Scozia            | 1                 |

### Annotazioni
1. ↑  Il titolo della canzone viene riportato in varie forme, ad esempio con diverse maiuscole e minuscole (Come out ye Black and Tans) oppure con una virgola mediana (Come Out, Ye Black and Tans); tra tutte le versioni non ne esiste una prevalente.
2. ↑  I sarti irlandesi si rifiutavano di cucire nuove uniformi alla forza di polizia, così le reclute furono rifornite con abiti spaiati, segnatamente delle giacche nere (black) e i pantaloni cachi dell'esercito britannico (tan). Cfr. Holden 2023, min. 0:38-1:36..
3. ↑  Tight nel gergo di Dublino.

### Riferimenti
1. 1 2 3 4  McNally 2020.
2. 1 2 3 4 5 6 7 8  Falvey 2019.
3. 1 2 3 4 5 6 7 8  Coney 2020.
4. 1 2 3 4 5 6 7  Ó Corráin 2020.
5. 1 2 3   Tre canzoni irlandesi per capire la storia d'Irlanda, su loscrignodellapoliteia.wordpress.com, 3 novembre 2014.
6. 1 2  O'Halpin 2013.
7. ↑  Hughes 2016, Introduction.
8. ↑  (EN) Come Out Ye Black & Tans (lyrics), su genius.com.
9. ↑  Holden 2023, min. 1:37-1:59.
10. ↑  Hughes 2016, 6: Old Enemies? July 1921–June 1922.
11. ↑  Holden 2023, min. 2:00-2:22.
12. ↑  Holden 2023, min. 0:21-0:29.
13. ↑  Holden 2023, min. 0:09-0:21.
14. ↑  Holden 2023, min. 2:23-2:30.
15. ↑   (EN) Derek Warfield, Come out Ye Black 'n' Tans, 25 settembre 2016.
16. ↑   (DE) Oktoberklub - Es ziehen die Söhne los, 24 gennaio 2017.
17. ↑  Holden 2023, min. 2:37-2:54.
18. ↑  Holden 2023, min. 2:30-2:36.
19. ↑  (EN) Aidan O'Hara, If people want to hit their wives, not watching Scott Brown or El-Hadji Diouf won't make much difference, in The Independent, 14 marzo 2011.
20. 1 2   Come Out ye Black and Tans’ – lo storico pezzo pro IRA nelle hit irlandesi dopo la polemica RIC, su lesenfantsterribles.org, 10 gennaio 2020.
21. ↑   (EN) min. 3:16-3:37, in Alan Partridge meets Martin Brennan - "Come Out Ye Back and Tans", 29 marzo 2019.
22. 1 2  (EN) ARIA Digital Tracks Charts (week commencing 20 January 2020), su cdn.aria.com.au. URL consultato il 22 aprile 2023.
23. ↑  (EN) Nick Reilly, The Wolfe Tones’ rebel song ‘Come Out Ye Black and Tans’ tops UK and Ireland iTunes charts, in NME, 9 gennaio 2020.
24. ↑  (EN) Rachael O'Connor, The Wolfe Tones are donating all proceeds from 'Come Out Ye Black and Tans' sales to homeless charity, in The Irish Post, 10 gennaio 2020.
25. ↑  (EN) Official Irish Singles Chart Top 50 (17 January 2020 - 23 January 2020), su officialcharts.com. URL consultato il 22 aprile 2023.
26. ↑  (EN) Official Scottish Singles Sales Chart Top 100 (10 January 2020 - 16 January 2020), su officialcharts.com. URL consultato il 22 aprile 2023.

### Testi
- (EN) Brian Hughes, Defying the IRA? Intimidation, coercion, and communities during the Irish Revolution, Liverpool, Liverpool University Press, 2016, ISBN 978-1-78138-297-4.
- (EN) Eunan O'Halpin, Come out, ye Black and Tans (review), in The Irish Times, 22 febbraio 2013.

### Sitografia
- (EN) Brian Coney, How Alan Partridge helped Come Out Ye Black and Tans top the charts, in The Guardian, 14 gennaio 2020. URL consultato il 25 febbraio 2021.
- (EN) Deirdre Falvey, Come Out Ye Black and Tans: Think you know what it’s about? You probably don’t, in The Irish Times, 20 marzo 2019.
- (EN) Davy Holden, The History Behind: 'Come Out Ye Black and Tans', 15 gennaio 2023.
- (EN) Frank McNally, Come Out Ye Drunken Dads – Frank McNally on the curious reinvention of a spoof rebel song, in The Irish Times, 12 febbraio 2020.
- (EN) Daithí Ó Corráin, Come out ye Black and Tans: who were the Black and Tans?, su rte.ie, 13 gennaio 2020.